# (33805) 1999 XQ36
1999 أكس كيو 36 (ويعرف أيضًا باسم (33805) 1999 أكس كيو 36 وفق تسمية الكوكب الصغير) (بالإنجليزية: 1999 XQ36)‏ هو كويكب ضمن حزام الكويكبات؛ وترتيبه 33805 من حيث الاكتشاف.
اكتُشف هذا الجُرم الفلكي بواسطة Charles W. Juels ‏ في 7 ديسمبر 1999.

## وصلات خارجية
- (33805) 1999 XQ36 في قاعدة بيانات مختبر الدفع النفاث لأجرام النظام الشمسي الصغيرة

- الاكتشاف · مخطط المدار ·  العناصر المدارية · المعلمات المادية

- (33805) 1999 XQ36 على موقع ويكي سكاي: DSS2, SDSS, GALEX, IRAS, Hydrogen α, X-Ray, Astrophoto, Sky Map, Articles and images